# Museo civico di Rieti
Il Museo civico di Rieti è il principale museo della città di Rieti.

## Storia

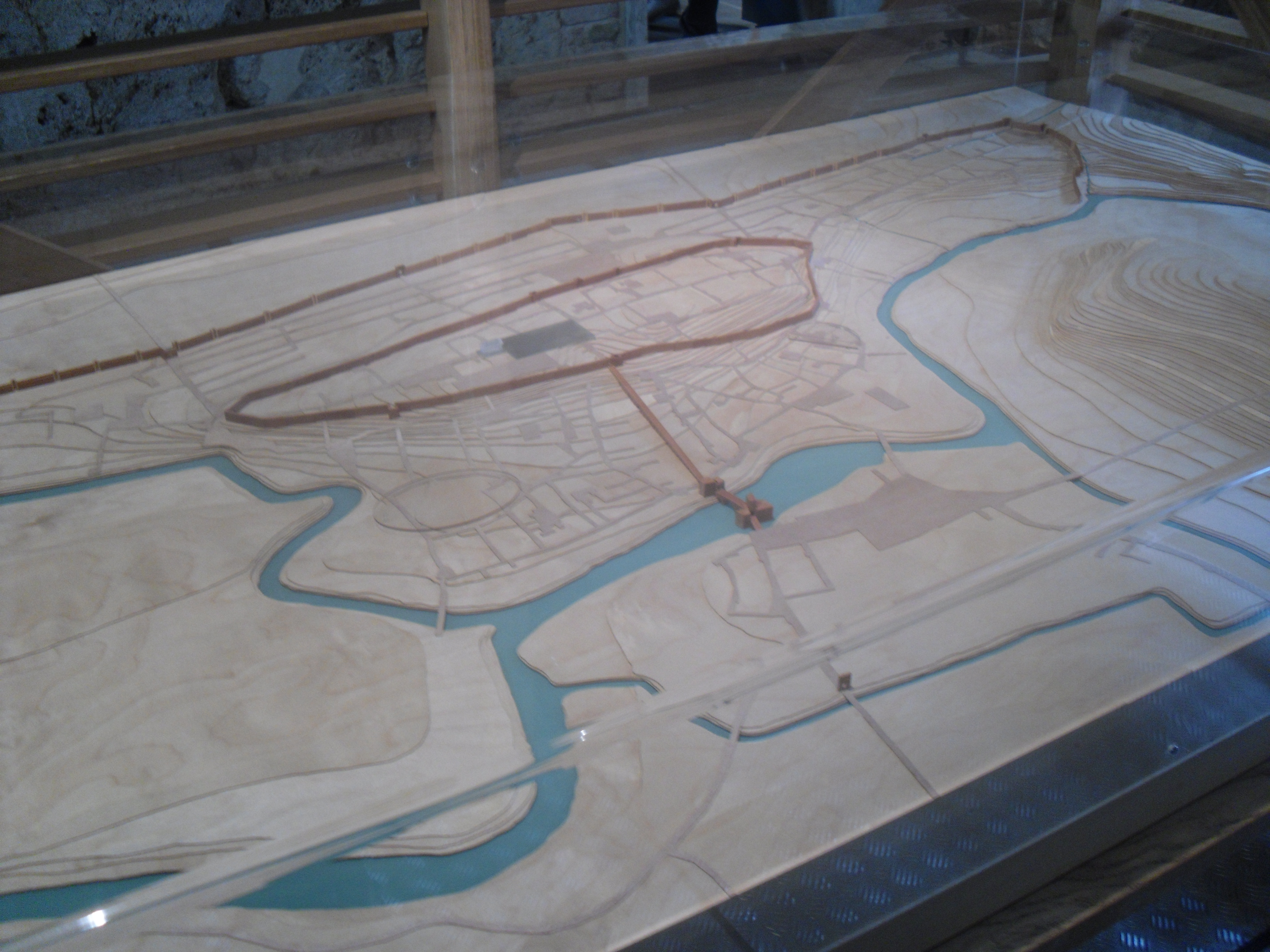
Plastico di Rieti in epoca romana, esposto nella Sezione Archeologica

Il nucleo originario del museo iniziò a formarsi nel tardo rinascimento, quando sotto i portici del Palazzo Comunale vennero riunite una serie di lapidi.
Con l'esproprio dei beni degli enti ecclesiastici previsto dal Regio Decreto del 21 aprile 1862 il municipio entrò in possesso di una collezione di dipinti, sculture ed oreficerie che si andò ad aggiungere al materiale epigrafico. A partire dal 1865 questo materiale fu sistemato ed esposto nell'ex convento della chiesa di Sant'Agostino.
Nel 1909 la collezione fu spostata al secondo piano del Palazzo Comunale (in occasione degli interventi operati da Cesare Bazzani in riparazione al terremoto del 1898) e riorganizzata con il patrocinio del soprintendente alle gallerie dell'Umbria Umberto Gnoli e dal restauratore reatino Giuseppe Colarieti Tosti.

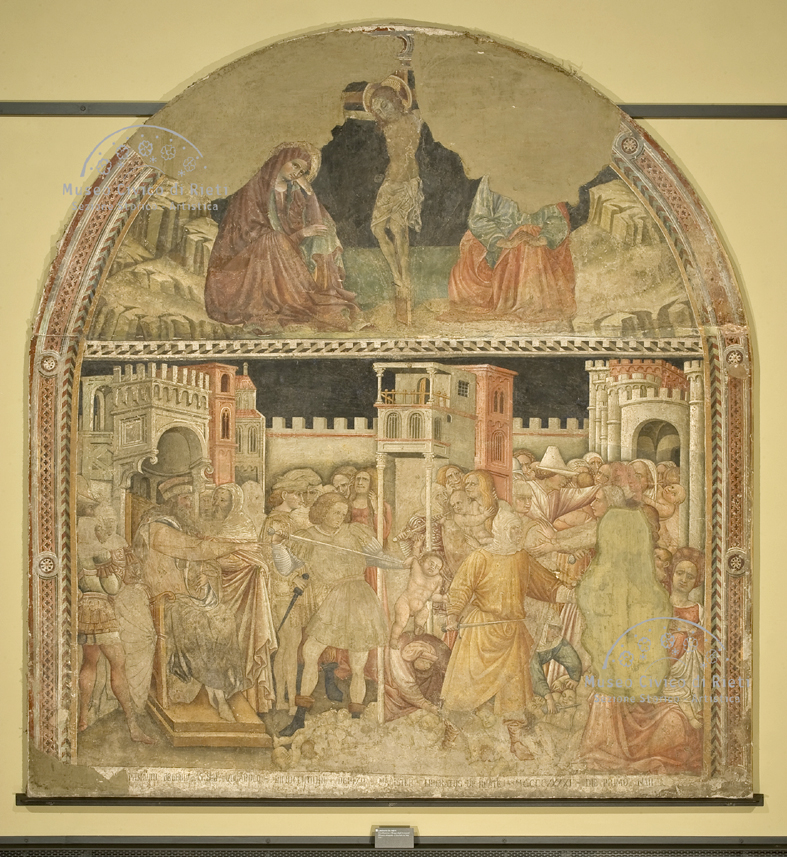
Liberato da Rieti, Crocifissione e Strage degli Innocenti, affresco strappato dalla chiesa di San Domenico e riportato su tela (1441)

Bonaventura Quintarelli, vescovo di Rieti dal 1895 alla morte nel 1915, raccolse in un corridoio del Palazzo Vescovile una collezione di oggetti liturgici ed opere d'arte, rimaste incustodite nelle chiese rurali abbandonate e negli ex conventi della diocesi od acquistate dalle collezioni di privati, che alla sua morte fu lasciata in donazione al Museo Civico.
Nel corso del Novecento il museo si è arricchito grazie a numerose donazioni, tra le quali la collezione archeologica del canonico Vincenzo Boschi acquistata dal Comune di Rieti alla sua morte nel 1912; circa un centinaio di opere di Antonino Calcagnadoro donate dagli eredi alla sua morte nel 1935; la collezione di Francesco Palmegiani donata nel 1952; una raccolta di dipinti e di suoi scritti donati da Angelo Sacchetti Sassetti e dal nipote Giorgio Djichkariani nel 1958. Negli anni Sessanta la Soprintendenza alle gallerie del Lazio restaurò e schedò l'intero materiale.
Negli anni novanta una riorganizzazione portò alla distribuzione delle opere in due sezioni, quella Storico Artistica (rimasta nel Palazzo Comunale) e quella Archeologica, trasferita nel duecentesco monastero di Santa Lucia ed inaugurata nel 2001. La sezione archeologica è stata ampliata nel 2007 con l'apertura dell'Ala dei Sabini.

## Descrizione
Il museo si compone di due sezioni: quella Storico Artistica (collocata nel Palazzo Comunale) e quella Archeologica (collocata nell'ex monastero di Santa Lucia).

### Sezione Storico-Artistica
42.402768°N 12.860903°E

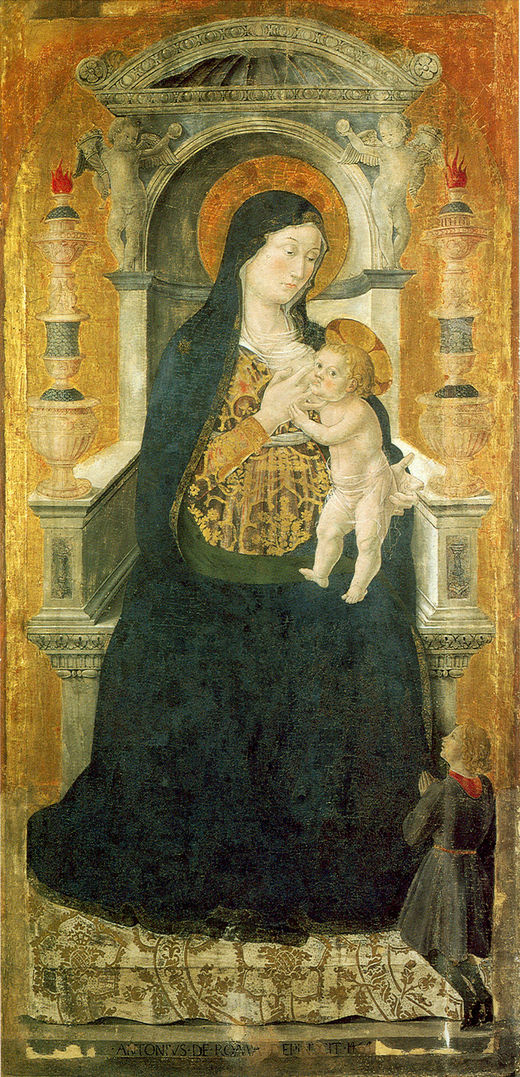
Antoniazzo Romano, Madonna del latte, tempera su tavola (1464)

La sezione Storico-Artistica è disposta in nove sale, più un disimpegno, collocate al secondo piano del Palazzo Comunale di Rieti (in piazza Vittorio Emanuele II). Ospita opere d'arte relative ad un periodo che va dal medioevo ad oggi.
- Nella Sala 1 (vestibolo): statua in gesso raffigurante Ebe, di Antonio Canova (1815 circa);  busti in marmo di Angelo Maria Ricci ed Isabella Ricci, di Giuseppe De Fabris (1830).
- Nella Sala 2: opere varie dal Trecento al Cinquecento, tra cui una tavola del 1370 di Luca di Tommè; un affresco riportato su tela di Liberato da Rieti (1441); una terracotta policroma di Silvestro dell'Aquila (secolo XV); una Madonna del latte dipinta a tempera su tavola da Antoniazzo Romano; altre opere della sua scuola e del figlio Marcantonio Aquili.
- Nella Sala 3: vari oggetti in metallo sbalzato, tra cui una croce reliquiario di scuola umbra, dipinta a tempera su entrambi i lati di una tavola a fondo oro (metà del XIV secolo); sulla parete di fondo, il Trittico di Fonte Colombo, con la Crocifissione e Santi di Zanino di Pietro, tempera su tavola del 1405-1406 circa, da considerarsi il capolavoro di Zanino, in cui si notano influenze di Altichiero e di Jacopo Avanzi, nella plasticità delle figure e nelle soluzioni spaziali delle architetture e ricordi di Pisanello negli scorci, specie quelli frontali.[6]
- Nella Sala 4: dipinti del pittore fiorentino Lattanzio Niccoli, attivo a Rieti nella prima metà del Seicento. In questa sala si può osservare la parete medievale del Palazzo Comunale.
- Nella Sala 5: tele del XVII secolo, tra cui S. Gregorio in gloria (1678-1679 circa) di Giovanni Battista Benaschi; S. Leonardo visita un carcerato (1698) di Antonio Gherardi; Ascensione di Cristo con i SS. Giovanni Battista, Martino Vescovo, Sebastiano e Bernardino e Assunzione della Vergine con gli Apostoli (1679-1680), di Carlo Cesi.
- Nella Sala 6: una raccolta di disegni e progetti che documentano la realizzazione della Cappella di Santa Barbara nella Cattedrale di Rieti; un modello della cappella Vincenti Mareri della Cattedrale, in legno intagliato e dipinto, di Giuseppe Valadier.
- Nella Sala 7: ritratti di personaggi legati a Rieti vissuti tra il Seicento e l'Ottocento.
- Nella Sala 8: dipinti del Seicento e Settecento donati da Angelo Sacchetti Sassetti; un fregio di Vincenzo Manenti rappresentante alcune visite papali a Rieti.
- Nella Sala 9: una sostanziosa antologia delle numerose opere di Antonino Calcagnadoro donate al Museo dagli eredi.
- Nel vano disimpegno: bozzetti di Antonino Calcagnadoro per affreschi.

### Sezione Archeologica
42.40136°N 12.859431°E

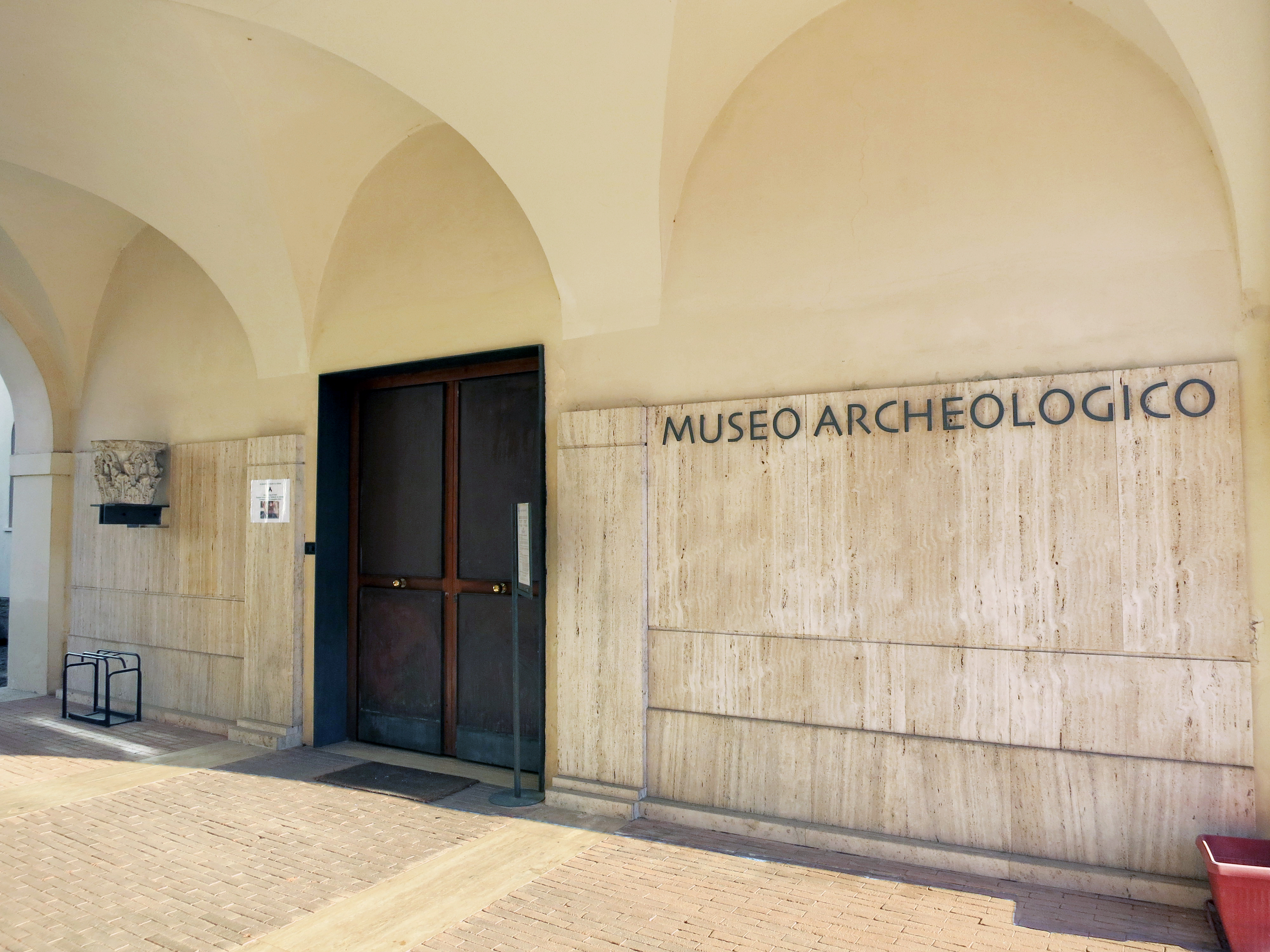
L'ingresso della sezione archeologica

La sezione Archeologica è collocata al piano terra del duecentesco monastero di Santa Lucia (Via Sant'Anna 4).
La sezione si compone di reperti provenienti dalla città e dalla Sabina, risalenti ad un periodo che va dalla preistoria al medioevo (dal XII secolo a.C. al XIII d.C.).
Tra i reperti più interessanti ci sono un'urna a capanna proveniente dalla necropoli di Campo Reatino e risalente all'età del ferro, una dedica di epoca romana ad Ercole, un'iscrizione ad Agrippa, e un rilievo di età augustea proveniente da Trebula Mutuesca che raffigura una scena di caccia.
Le sale in cui si articola il percorso sono allestite a tema:
- Nella prima sala (La vita, la morte, la religione) sono conservati oggetti di uso quotidiano e religioso che vanno dall'età del ferro fino all'epoca etrusca ed ellenistica.
- Nella seconda sala (La biblioteca di pietra) sono esposte le epigrafi e le iscrizioni.
- La terza sala (La città) permette di ricostruire l'aspetto antico della città di Rieti tramite capitelli, architravi, cornici, statue ed elementi architettonici dell'antico foro.
- Nelle tre sale successive è conservata la collezione numismatica, dalle monete romane fino a quelle altomedievali.
- Nell'Ala dei Sabini sono collocati i reperti restituiti dagli scavi più recenti effettuati della soprintendenza archeologica di Rieti.